# القناطر الخيرية
القناطر الخيرية إحدى مدن محافظة القليوبية، وهي المنطقة التي يتفرع فيها نهر النيل لفرعية فرع رشيد وفرع دمياط، وتستمد اسمها من قناطر بناها محمد علي باشا بالمدينة، تتحكم في تدفق المياه للثلاث رياحات الرئيسية في دلتا النيل (المنوفي، التوفيقي، البحيري) وتتميز بمساحات كبيرة جدا من الحدائق والمتنزهات، وتعتبر واحدة من أهم المعابر لوسط الدلتا، وهي تبعد في حدود 20 كم من القاهرة.
وقد ظهر خلل في بعض عيون القناطر الخيرية سنة 1867 بسبب ضغط المياه، فوجّه الخديوي إسماعيل عنايته إلى ملافاة هذا الخلل، وعهد بذلك إلى فطاحل المهندسين في عصره، وهم: موجيل بك (وكان قد غادر مصر إلى فرنسا)، وبهجت باشا، ومظهر باشا، ثم المستر فولر المهندس الإنجليزي، وأنجز هذا الإصلاح في عهد الخديوي إسماعيل.

## قرى المدينة
يوجد بالمدينة العديد من القرى، وأشهرها قرية كفر عليم وقرية المنيرة وقرية كفر الشرفا وقرية شبرا شهاب
قرية البرادعة وقرية أبو الغيط، أجهور الصغرى، قرنفيل، بهادة، شلقان، عزبة الأهالي، جزيرة الشعير، الخرقانية، الأخميين، عزبة العيساوي، عزبة دار الكتب(عزبة الروبي).

## المناخ

الغروب من على شاطئ كورنيش النيل بالقناطر الخيرية

الغروب من نيل القناطر الخيرية كوبري محمد علي

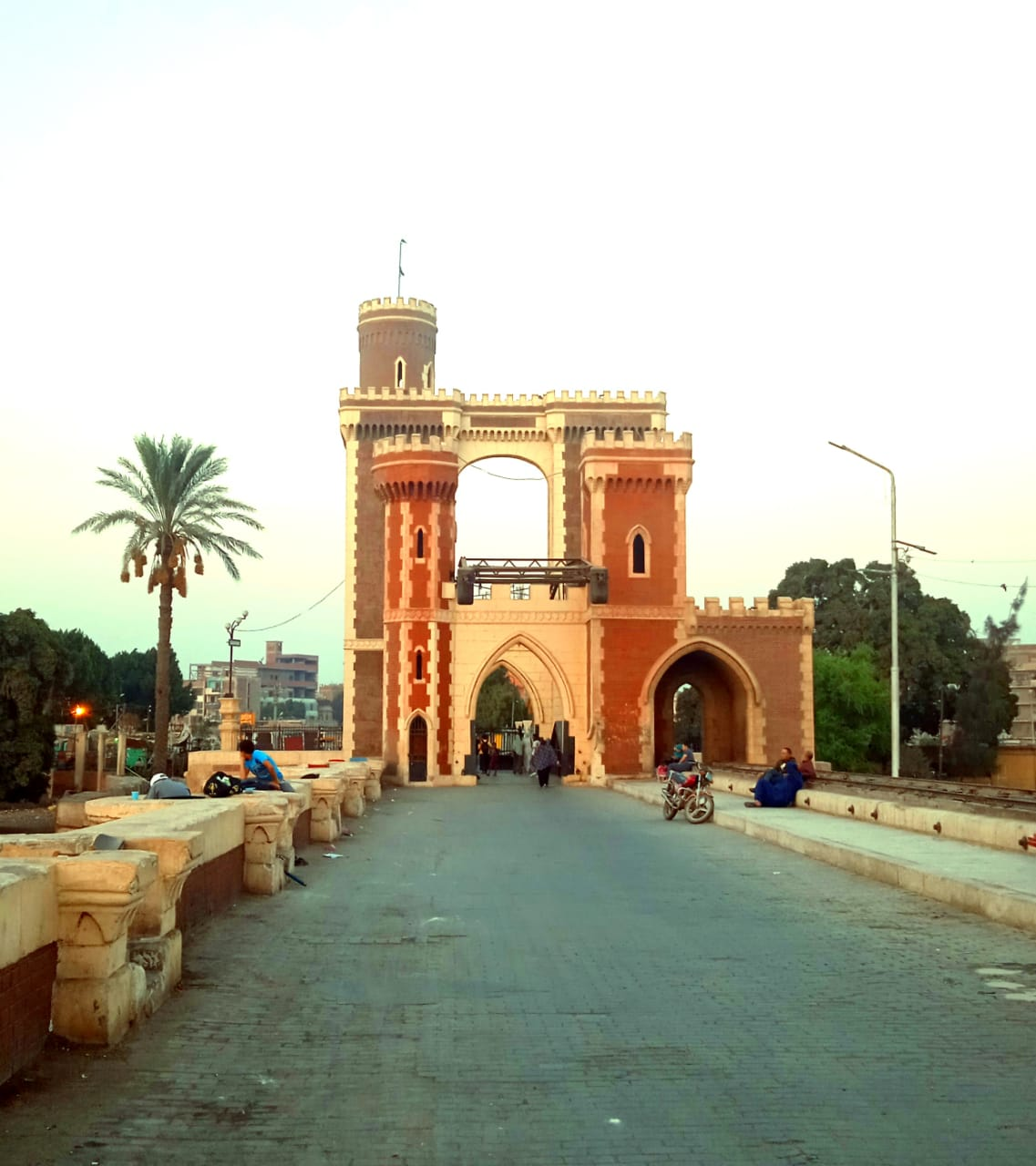
كوبري محمد علي وقت الغروب

| البيانات المناخية لـللقناطر الخيرية | البيانات المناخية لـللقناطر الخيرية | البيانات المناخية لـللقناطر الخيرية | البيانات المناخية لـللقناطر الخيرية | البيانات المناخية لـللقناطر الخيرية | البيانات المناخية لـللقناطر الخيرية | البيانات المناخية لـللقناطر الخيرية | البيانات المناخية لـللقناطر الخيرية | البيانات المناخية لـللقناطر الخيرية | البيانات المناخية لـللقناطر الخيرية | البيانات المناخية لـللقناطر الخيرية | البيانات المناخية لـللقناطر الخيرية | البيانات المناخية لـللقناطر الخيرية | البيانات المناخية لـللقناطر الخيرية |
| الشهر                               | يناير                               | فبراير                              | مارس                                | أبريل                               | مايو                                | يونيو                               | يوليو                               | أغسطس                               | سبتمبر                              | أكتوبر                              | نوفمبر                              | ديسمبر                              | المعدل السنوي                       |
| ----------------------------------- | ----------------------------------- | ----------------------------------- | ----------------------------------- | ----------------------------------- | ----------------------------------- | ----------------------------------- | ----------------------------------- | ----------------------------------- | ----------------------------------- | ----------------------------------- | ----------------------------------- | ----------------------------------- | ----------------------------------- |
| متوسط درجة الحرارة الكبرى °م (°ف)   | 19.4 (66.9)                         | 20.9 (69.6)                         | 23.6 (74.5)                         | 27.9 (82.2)                         | 31.9 (89.4)                         | 34.3 (93.7)                         | 34.6 (94.3)                         | 34.4 (93.9)                         | 32.2 (90.0)                         | 30 (86)                             | 25.4 (77.7)                         | 21 (70)                             | 28.0 (82.4)                         |
| المتوسط اليومي °م (°ف)              | 13 (55)                             | 13.9 (57.0)                         | 16.5 (61.7)                         | 19.9 (67.8)                         | 23.8 (74.8)                         | 26.4 (79.5)                         | 27.5 (81.5)                         | 27.4 (81.3)                         | 25.2 (77.4)                         | 23.1 (73.6)                         | 19.1 (66.4)                         | 14.8 (58.6)                         | 20.9 (69.6)                         |
| متوسط درجة الحرارة الصغرى °م (°ف)   | 6.6 (43.9)                          | 7 (45)                              | 9.4 (48.9)                          | 12 (54)                             | 15.7 (60.3)                         | 18.5 (65.3)                         | 20.5 (68.9)                         | 20.4 (68.7)                         | 18.3 (64.9)                         | 16.2 (61.2)                         | 12.9 (55.2)                         | 8.6 (47.5)                          | 13.8 (57.0)                         |
| الهطول مم (إنش)                     | 4 (0.2)                             | 5 (0.2)                             | 3 (0.1)                             | 1 (0.0)                             | 1 (0.0)                             | 0 (0)                               | 0 (0)                               | 0 (0)                               | 0 (0)                               | 1 (0.0)                             | 2 (0.1)                             | 5 (0.2)                             | 22 (0.8)                            |
| المصدر: (altitude: 18m)             |                                     |                                     |                                     |                                     |                                     |                                     |                                     |                                     |                                     |                                     |                                     |                                     |                                     |

تصغير

## صور

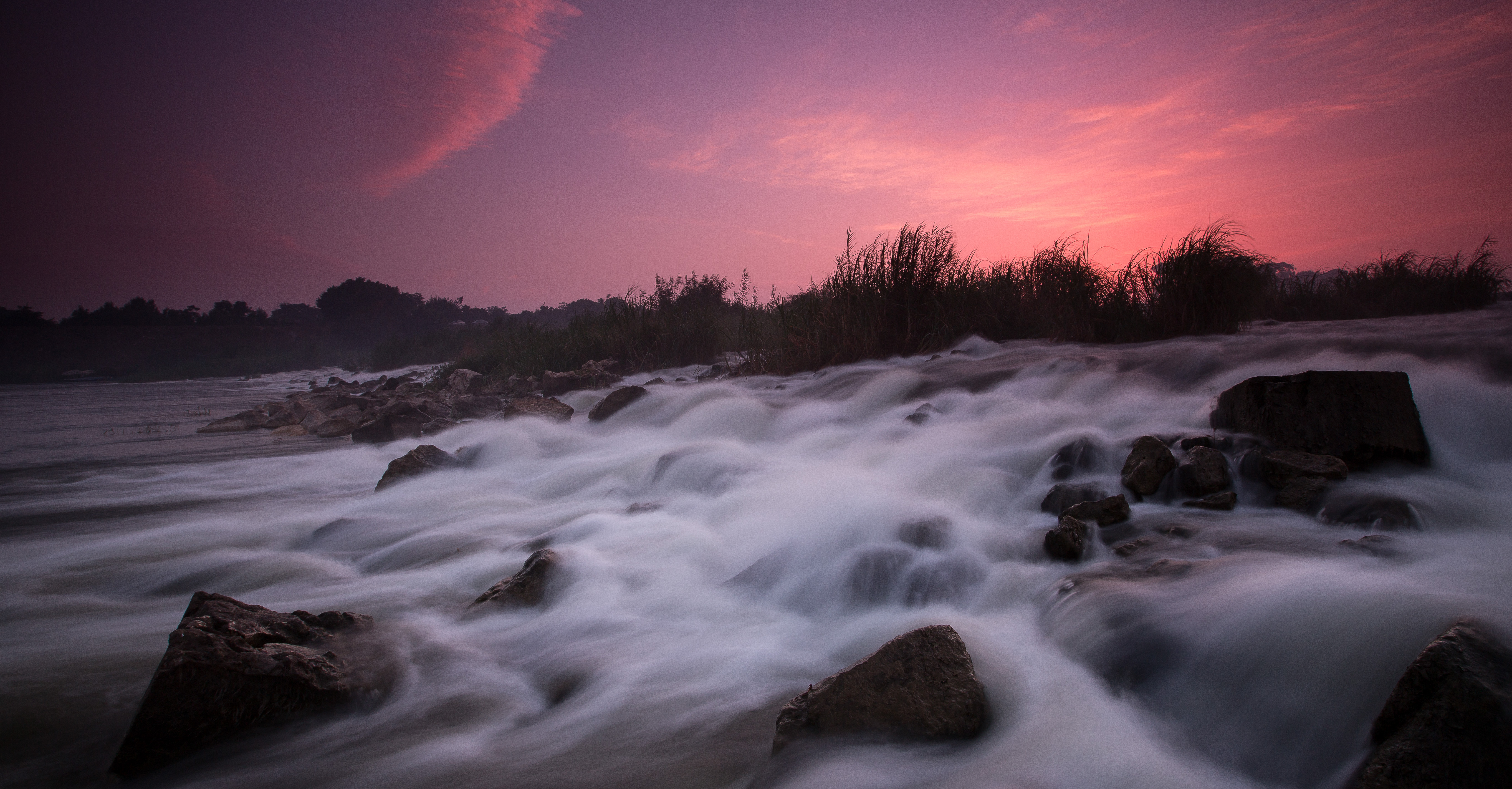
صورة لمياه القناطر وقت الغروب
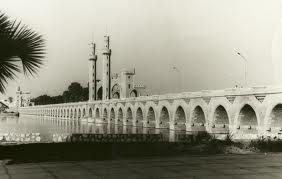
صورة قديمة للقناطر الخيرية
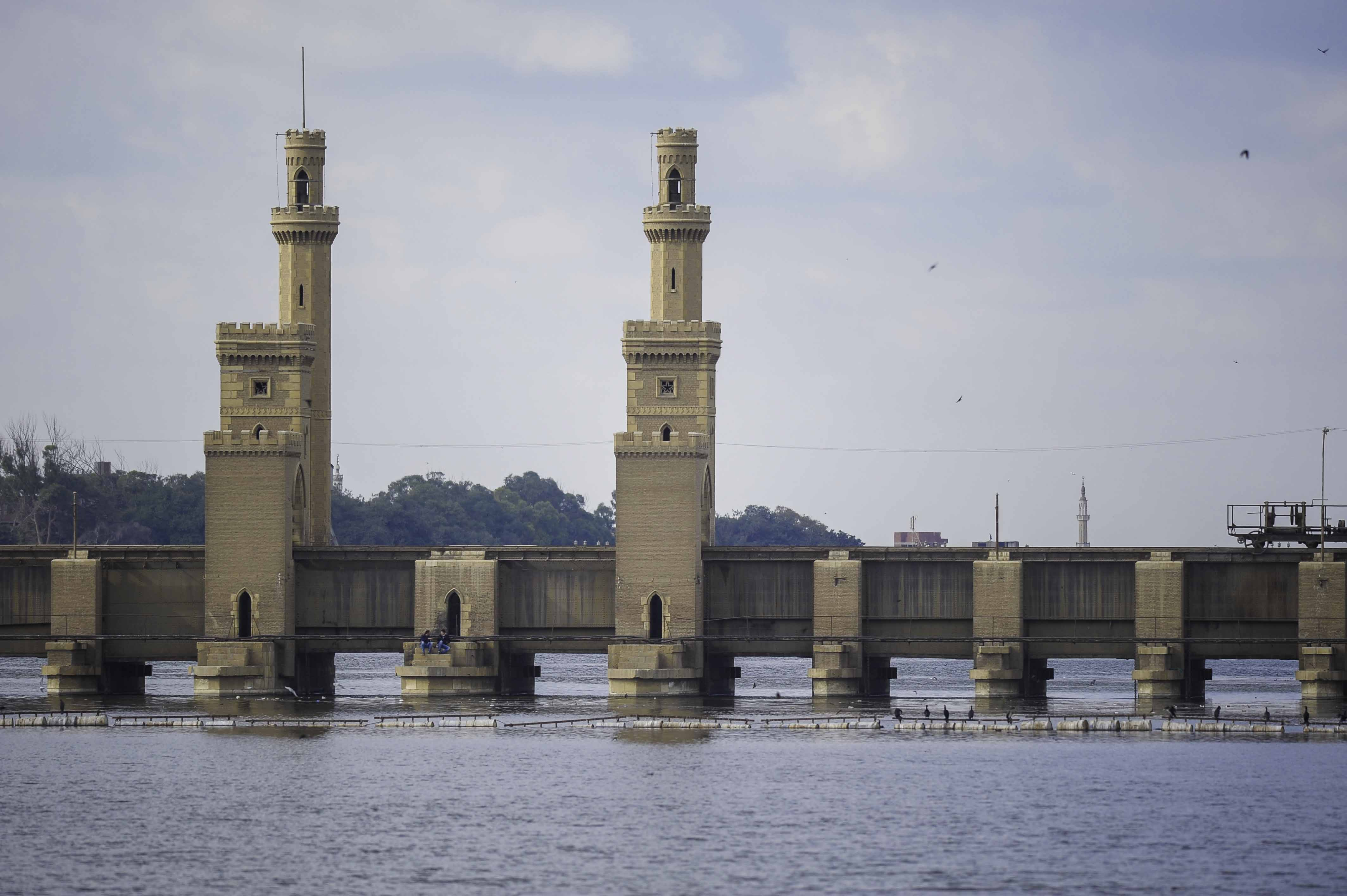
كوبري محمد علي بالقناطر الخيرية

## أعلام
- أمير عبد الحميد